# Castillon-en-Auge
Castillon-en-Auge – miejscowość i gmina we Francji, w regionie Normandia, w departamencie Calvados.
Według danych na rok 1990 gminę zamieszkiwało 101 osób, a gęstość zaludnienia wynosiła 14 osób/km² (wśród 1815 gmin Dolnej Normandii Castillon-en-Auge plasuje się na 785. miejscu pod względem liczby ludności, natomiast pod względem powierzchni na miejscu 701.).